# Saint-Hilaire-de-Beauvoir
Saint-Hilaire-de-Beauvoir é uma comuna francesa na região administrativa de Occitânia, no departamento de Hérault. Estende-se por uma área de 4,69 km². Em 2010 a comuna tinha 429 habitantes (densidade: 91,5 hab./km²).